# Sobrália
Sobrália is een gemeente in de Braziliaanse deelstaat Minas Gerais. De gemeente telt 6.116 inwoners (schatting 2009).

## Aangrenzende gemeenten
De gemeente grenst aan Alpercata, Dom Cavati, Engenheiro Caldas, Fernandes Tourinho, Iapu, São João do Oriente en Tarumirim.